# Ханда

Ха́нда (яп. 半田市, はんだし, МФА: [handa ɕi̥]?) — місто в Японії, в префектурі Айті. Розташоване в південно-західній частині префектури, на сході півострова Тіта.   Виникло на основі сільських і рибальських поселень раннього нового часу. Отримало статус міста 1937 року. Площа становить 47,24 км². Станом на 1 серпня 2011 року населення складало 118 501  осіб, густота населення — 2510 осіб/км².  Основою економіки є сільське господарство, виробництво саке, харчового оцту, бавовни, металургія, машинобудування.  В місті розташовані музеї оцту та саке. 